# Алексеевка (Гатчинский район)
Алексе́евка — деревня в Гатчинском муниципальном округе Ленинградской области.

## История

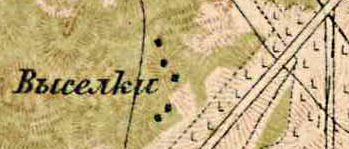
Выселки на месте будущей деревни Алексеевка. 1885 год

С 1917 по 1921 год посёлок Алексеевка входила в состав Елизаветинского сельсовета Губаницкой волости Петергофского уезда.
С 1923 года в составе Венгисаровской волости Гатчинского уезда.
Согласно данным переписи населения СССР 1926 года в посёлке Алексеевка Смольковского сельсовета Вингисаровской волости Троцкого уезда проживали 75 человек — русские, эстонцы, финны и поляки.

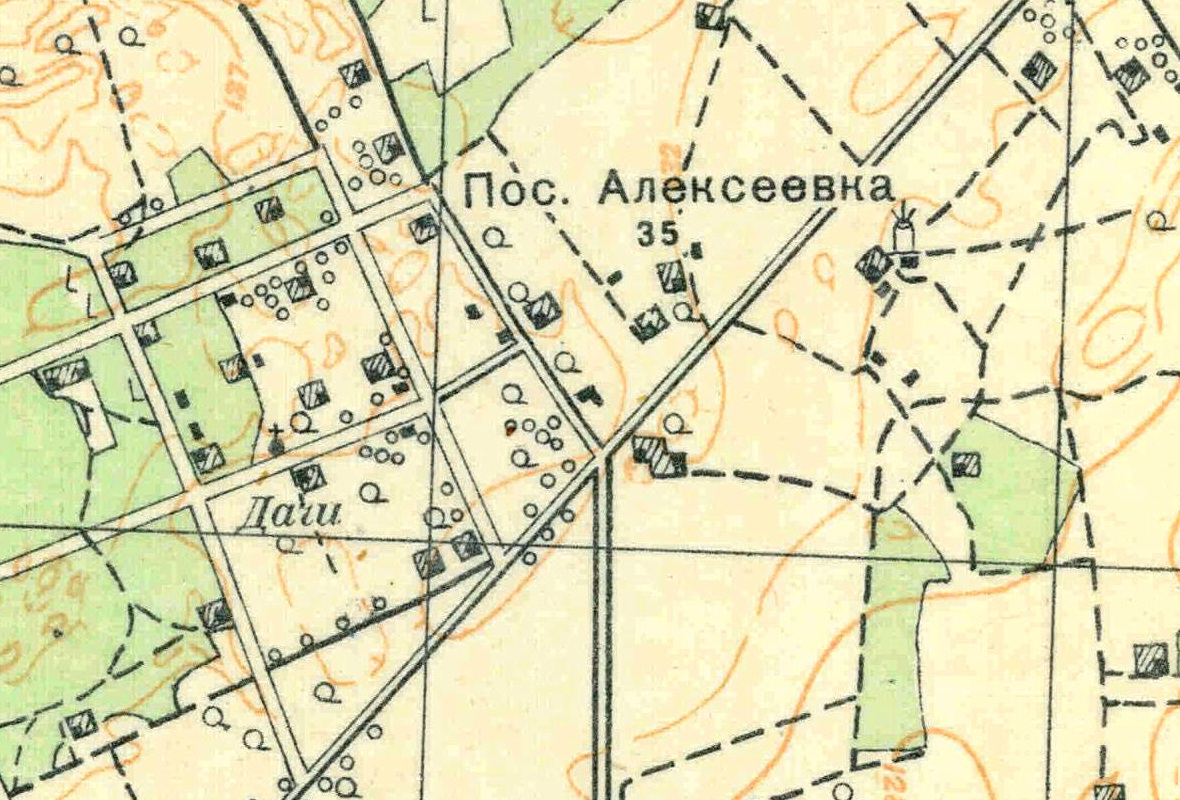
План посёлка Алексеевка. 1931 год

Согласно топографической карте 1931 года посёлок Алексеевка насчитывал 35 дворов.
По административным данным 1933 года посёлок Алексеевка входил в состав Смольковского сельсовета Волосовского района.
По данным 1936 года уже деревня Алексеевка являлась административным центром Смольковского сельсовета, в который входили 12 населённых пунктов, 312 хозяйств и 8 колхозов.
C 1 августа 1941 года по 31 декабря 1943 года деревня находилась в оккупации.
С 1959 года, в составе Елизаветинского сельсовета Гатчинского района.
По данным 1966, 1973 и 1990 годов деревня Алексеевка также входила в состав Елизаветинского сельсовета.
В 1997 году в деревне проживали 7 человек, в 2002 году — 27 человек (русские — 81%), в 2007 году — 14.

## География
Деревня расположена в северо-западной части района на автодороге 41К-219 (Елизаветино — Фьюнатово).
Расстояние до административного центра поселения, посёлка Елизаветино — 2 км.
Расстояние до ближайшей железнодорожной станции Елизаветино — 2 км.

## Демография
| 2007 | 2010 | 2017 |
| ---- | ---- | ---- |
| 14   | ↗49  | ↘31  |

### Национальный состав
Согласно данным Всероссийской переписи населения 2021 года в деревне проживали 139 человек, из них:
 русские — 133, мордва-мокша — 1, другие национальности — 4 человека, один человек национальность не указал.